# Плопениј Мичи (Ботошани)
Плопениј Мичи (рум. Plopenii Mici) насеље је у Румунији у округу Ботошани у општини Унгурени. Oпштина се налази на надморској висини од 95 m.

## Становништво
Према подацима из 2002. године у насељу је живело 529 становника, од којих су сви румунске националности.